# NGC 3498
NGC 3498 est constitué de trois étoiles situées dans la constellation du Lion. L'astronome germano-britannique William Herschel a enregistré la position de ces étoiles 8 avril 1784.